# Preliminär bedömningsdiagnos
Preliminär bedömningsdiagnos, förkortat PBD, är vanligen rubriken till det avslutande stycket i en medicinsk journal. I PBD sammanfattar  journalförfattaren i några få meningar sin bedömning av patientens tillstånd, anger preliminära diagnoser och den närmast förestående handläggningen.